# Hessisches Landeskriminalamt

Wappen der Polizei Hessen

Das Hessische Landeskriminalamt (HLKA) ist eine Polizeibehörde des Landes Hessen mit Sitz in der Landeshauptstadt Wiesbaden. Das HLKA ist dem Hessischen Innenministerium nachgeordnet und hat ca. 1.100 Beschäftigte. Seine Geschichte geht auf das Jahr 1945 zurück, als das Landeskriminalpolizeiamt Hessen aufgestellt wurde.

## Geschichte
Im September 1945 wurde in Darmstadt die Zentralstelle zur Bekämpfung von Kapitalverbrechen eingerichtet, die schon im Dezember 1945 in dem neu eingerichteten Landeskriminalpolizeiamt eingegliedert wurde. Das neue Amt mit Sitz in Wiesbaden, Rheinstraße 22, hatte 35 Mitarbeiterinnen und Mitarbeiter in den Bereichen Erkennungs-, Ermittlungs-, Fahndungs- und Meldedienst.
Nach den Auflagen der Besatzungsmächte zur Dezentralisierung der Verwaltung Deutschlands wurde das Amt 1946 in Landeskriminalbüro umbenannt; neben anderen Einschränkungen durfte es nicht mehr ermittelnd tätig werden. Im gleichen Jahr wurde die Kriminaltechnische Untersuchungsstelle eingerichtet, 1947 wurde die erste Kriminalstatistik veröffentlicht. 1948 erfolgte die Zusammenlegung der Kriminalabteilungen der Gendarmerie mit dem Landeskriminalbüro und die Behörde wurde wieder in Hessisches Landeskriminalpolizeiamt umbenannt. Die Alliierte Hohe Kommission verbot 1949 die Zentralisierung der Polizei auf Landesebene und das Landeskriminalpolizeiamt wurde in der bisherigen Form aufgelöst, blieb als Institution jedoch bestehen. Das Arbeitsspektrum umfasste die Falschgeld- und Rauschgiftzentralstelle, Erkennungsdienst mit kriminaltechnischer Untersuchungsstelle und Lichtbildwerkstatt, Fahndungs- und Meldedienst mit Ausländer-, Munitions- und Schusswaffenkartei sowie die Erstellung der polizeilichen Kriminalstatistik. 1951 wurde die Zentralstelle für Brandermittlungen und nach Einstellung des ersten Chemikers die chemische Untersuchungsstelle eingerichtet, 1956 der erste Physiker eingesetzt und 1973 das erste Rasterelektronenmikroskop beschafft.
1954 erfolgte die Einrichtung der Zentralstelle zur Bekämpfung von Staatsschutzdelikten mit den Aufgabenfeldern Aufarbeitung nationalsozialistischer Gewaltverbrechen, Landesverratsdelikte, Bekämpfung extremistischer Bestrebungen. 1955 übertrug das Hessische Ministerium des Innern dem Amt die Fachaufsicht über die staatlichen kommunalen Kriminalpolizeidienststellen. 1956 erfolgte die Umbenennung in Hessisches Landeskriminalamt. In diesem Jahr wurden die Zentralstellen zur Bekämpfung der Jugendkriminalität und Wirtschaftskriminalität eingerichtet, im Folgejahr 1957 die Zentralstelle für Kapitalverbrechen, Vermisste und unbekannten Toten. In diesem Jahr wurde der erste medizinische Sachverständige eingestellt. 1958 erfolgte der Umzug der Behörde in das Anwesen Wiesbaden, Langgasse 36, das als Mutterhaus bis 1976 unterhalten wurde.
1959 wurde eine Sonderkommission zur Aufklärung der Verbrechen des Nationalsozialismus gebildet. 1960 erfolgte die Festnahme des Leiters des Referats Meldewesen im HLKA, Gotthard Schubert. Er gestand, 1943 im besetzten Polen an Judenexekutionen teilgenommen zu haben, und wurde vom Landgericht Wiesbaden wegen Beihilfe zum Mord an mindestens 28.000 Menschen zu sechs Jahren Haft verurteilt. Am 23. November 1960 erfolgte die Verhaftung des stellvertretenden Leiters des HLKA, Johannes Hermann Müller, wegen Gräueltaten während der NS-Diktatur. Er starb am 24. März 1961 in der Untersuchungshaft.
Die Einrichtung der Zentralstelle für Raub, Diebstahl und Hehlerei folgte 1961; 1962 nahm die Kriminalpolizeiliche Beratungsstelle die Arbeit auf. 1968 wurde die Fahndungs- und Observationsgruppe eingerichtet, die sich 1974 nach politischen Vorgaben zur Bildung von Spezialeinheiten zum Mobiles Einsatzkommando umbildete. 1967 zog ein Großteil der LKA-Mitarbeiterschaft in den Neubau Friedrich-Ebert-Allee 12, der damals noch gemeinsam mit dem Innenministerium genutzt wurde. 1976 konnten alle Dienststellen, die bislang an mehreren Objekten in Wiesbaden verteilt waren, an dem derzeitigen Standort Hölderlinstraße 11 in den Gebäudeblöcken A und B des Behördenzentrums „Schiersteiner Berg“ zusammengeführt werden. Die Anzahl der Mitarbeiter wuchs bis 1980 auf 586, bis 1995 auf 766 an.
Ab 1971 erfolgte die Erhebung der Zahlen für die polizeiliche Kriminalstatistik mittels elektronischer Datenverarbeitung. Seither wird sie von der 1970 eingerichteten Abteilung 6 (Datenverarbeitung) betreut, dessen Aufgabenbereich ab 1974 mit der Etablierung von HEPOLIS (Hessisches Polizeiinformationssystem) stark anwuchs. Mit der Einführung dieses Auskunftssystems standen hessenweit in den Polizeidienststellen 40 Bildschirmarbeitsplätze für Fahndungsabfragen zur Verfügung. Zu einem besonderen Erfolg des Hessischen Landeskriminalamtes führten Ermittlungen zu einem der meistgesuchten NS-Verbrecher, Josef Mengele, dessen Leichnam am 6. Juni 1985 auf dem Friedhof von Embú in Brasilien aufgefunden und exhumiert werden konnte.
Die Organisation der Behörde wurde 1989 grundlegend umorganisiert. Die Direktionsabteilung wurde zur Abteilung 1 umgruppiert, zur Abteilung 2 zählten die Sachgebiete der Eigentums-, Umwelt- und Wirtschaftskriminalität, in der Abteilung 3 wurden die Gewalt-, Rauschgift-, Waffen- und Falschgeldkriminalität zusammengefasst und in der Abteilung 4 befanden sich die Sachgebiete zur Bekämpfung der Organisierten Kriminalität. 1990 wurde die Umweltanalytik begründet, 1991 folgte die DNA-Analytik als Laboranwendung in der Abteilung 7 (Kriminaltechnik). Nach der Einbindung in die DNA-Analysedatei des Bundeskriminalamtes können in der Ermittlungsabteilung 4 ab 1998 genetische Fingerabdrücke sowohl von bekannten Personen (sogenannte Personendatensätze) als auch von Tatort-Spuren, die von unbekannten Personen stammen (sogenannte Spurendatensätze), registriert und abgeglichen werden. 1991 waren die Bürokapazitäten in der Hölderlinstraße erschöpft und die Ermittlungsabteilungen 2, 3 und 4 wurden in ein Objekt in Mainz-Kastel ausgelagert.
In der seit 1989 dem Behördenleiter direkt unterstellten Pressestelle wurde 2004 die Landeswebredaktion eingerichtet, die den Internetauftritt unter www.polizei.hessen.de und das Intranet der hessischen Polizei betreut. Seit 2012 befassen sich neu eingerichtete Sachgebiete in der Abteilung 3 mit den Bereichen Informations- und Kommunikationstechnik und Cyber-Ermittlungen. Die Dienststellen der Kriminalitätsbekämpfung wurden aus der Abteilung 3 mit der Abteilung 4 (Organisierte Kriminalität) zusammengeführt. Die beschränkten Raumkapazitäten im Stammhaus Hölderlinstraße 11 für die zeitweise 1000 Beschäftigten konnten 2007 durch Anbindung rund 5000 m² freigewordener Büroflächen des Umweltministeriums und einen Neubau für das Kriminalwissenschaftliche und -technische Institut behoben werden.

## Aufgaben
Die Zuständigkeiten des HLKA ergeben sich aus § 92 HSOG (Hessisches Gesetz über die öffentliche Sicherheit und Ordnung). Danach ist es in kriminalpolizeilichen Angelegenheiten Zentralstelle der Landespolizei. Es regelt den Nachrichtenaustausch zwischen den Landeskriminalämtern und dem Bundeskriminalamt. Ihm obliegt bei Aufgaben der Kriminalitätsbekämpfung die Fachaufsicht über die dem Landespolizeipräsidium nachgeordneten Polizeidienststellen.
Gemäß einer Verordnung des Landes Hessen wird das HLKA selbst auch strafverfolgend tätig und führt eigene Ermittlungen bei
- umfangreichen und schwierigen Wirtschaftsstrafsachen,
- Staatsschutzdelikten (sofern diese vom Generalbundesanwalt verfolgt werden),
- überörtlich organisiertem, ungesetzlichem Handel mit Betäubungsmitteln, Waffen, Munition und Sprengstoff,
- organisierter Herstellung oder Verbreitung von Falschgeld und totalgefälschten unbaren Zahlungsmitteln,
- Umweltstrafsachen mit überörtlicher Bedeutung,
- Nuklearkriminalität

durch.

## Präsidenten
- 2002–2003: Norbert Nedela
- 2003–2010: Peter Raisch
- 2010: Sabine Thurau
- 2010–2013: Gosbert Dölger, kommissarisch
- 2013–2021: Sabine Thurau
- seit April 2021: Vizepräsident Felix Paschek, kommissarisch
- seit Mai 2021 kommissarisch: Andreas Röhrig, seit 5. November 2021 ernannt

Die Präsidentin des HLKA Sabine Thurau wurde im November 2010 vom hessischen Innenminister Boris Rhein ihrer Aufgaben enthoben. Im Juni 2011 folgte der Bescheid, die beamtenrechtliche Probezeit nicht bestanden zu haben. Von November 2010 bis Februar 2013 versah der südhessische Polizeipräsident Gosbert Dölger das Amt des Präsidenten im Rahmen einer Abordnung. Seit diesem Zeitpunkt hatte Sabine Thurau wieder das Amt der Präsidentin des hessischen Landeskriminalamts inne. Am 31. März 2021 trat Thurau in Ruhestand. Um die Pläne der schwarz-grünen Landesregierung zur künftigen Besetzung der Führungsposition mit einem politischen Beamten entbrannte eine rechtspolitische Diskussion.

## Besonderheiten
- Der Leiter des Landeskriminalamtes trägt den Titel Präsident.
- Die übliche Konvention für die Namen der Landeskriminalämter lautet: Landeskriminalamt Landesname (z. B. „Landeskriminalamt Bremen“). Von dieser Konvention weichen Hessen und Bayern ab.

## Das LKA als Tatort-Schauplatz
Seit 2010 ermittelt Kommissar Felix Murot (Darsteller Ulrich Tukur) in der Fernsehreihe Tatort für das Hessische Landeskriminalamt.
| Titel              | Erstausstrahlung |
| ------------------ | ---------------- |
| Wie einst Lilly    | 2010             |
| Das Dorf           | 2011             |
| Schwindelfrei      | 2013             |
| Im Schmerz geboren | 2014             |